# Röcknitz-Böhlitz
Röcknitz-Böhlitz war eine kurzlebige Gemeinde im Landkreis Wurzen. Sie entstand am 1. Oktober 1992 durch den Zusammenschluss der Gemeinden Röcknitz und Böhlitz. Ab der sächsischen Kreisreform, die am 1. August 1994 in Kraft trat, gehörte sie zum Muldentalkreis. Am 1. April 1996 wurde Röcknitz-Böhlitz nach Thallwitz eingemeindet.